# Symphonie no 5 de Schnittke
Pour les articles homonymes, voir Symphonie no 5 et [[:Symphonie no 5]].
Concerto grosso no 4
La symphonie no 5 qui porte également le sous-titre de Concerto grosso no 4 est une symphonie du compositeur russe Alfred Schnittke. Elle a été composée en 1988.

## Structure
La symphonie comporte quatre mouvements :
1. Allegro
2. Allegretto
3. Lento - Allegro
4. Lento

## Analyse de l'œuvre
Écrite pour un très grand orchestre, comme le titre double de l'œuvre le suggère, la composition représente une synthèse des idées présentes dans les œuvres antérieures d'Alfred Schnittke. 
Le premier mouvement de la symphonie est le concerto grosso, avec des solos pour violon, hautbois et clavecin. Toutefois, contrairement à la forme traditionnelle du concerto grosso, le simple poids de la masse orchestrale reste toujours présent, en rappelant à l'auditeur qu'il s'agit d'une œuvre symphonique (romantique) .
Le deuxième mouvement est un « thème et variations » utilisant un morceau de jeunesse de Gustave Mahler : un quatuor avec piano inachevé, que l'adolescent Mahler a commencé en 1876. Toutefois, rompant avec le traitement traditionnel d'un « thème et variations », Alfred Schnittke commence par développer les variations que lui inspire l'idée de Mahler, pour conclure le mouvement par l'exposition du matériau d'origine.
Le troisième mouvement est violent et représente le sommet de l'œuvre. Après être passé par un fortissimo où l'orchestre déchaîne toute sa puissance, il se transforme ensuite en un allegro qui, bien qu'il traduise un sentiment de progression vers l'avant, est interrompu par de larges pauses soudaines et se termine sans arriver à une conclusion. 
Le quatrième mouvement est une marche funèbre de style mahlérien qui ne dissipe pas l'atmosphère inquiétante de ce qui s'est passé auparavant.